# Cestradoretus tenuirostris
Cestradoretus tenuirostris är en skalbaggsart som beskrevs av Ohaus 1912. Cestradoretus tenuirostris ingår i släktet Cestradoretus och familjen Rutelidae. Inga underarter finns listade i Catalogue of Life.